# Лердарабон
Лердарабон (перс. لرداربن) — село в Ірані, у дегестані Рахімабад, у бахші Рахімабад, шагрестані Рудсар остану Ґілян. За даними перепису 2006 року, його населення становило 59 осіб, що проживали у складі 15 сімей.

## Клімат
Середня річна температура становить 10,98 °C, середня максимальна – 24,55 °C, а середня мінімальна – -3,96 °C. Середня річна кількість опадів – 495 мм.
| Клімат поселення                              | Клімат поселення | Клімат поселення | Клімат поселення | Клімат поселення | Клімат поселення | Клімат поселення | Клімат поселення | Клімат поселення | Клімат поселення | Клімат поселення | Клімат поселення | Клімат поселення | Клімат поселення |
| Показник                                      | Січ.             | Лют.             | Бер.             | Квіт.            | Трав.            | Черв.            | Лип.             | Серп.            | Вер.             | Жовт.            | Лист.            | Груд.            |                  |
| Середній максимум, °C                         | 7,06             | 6,51             | 8,08             | 14,05            | 19,40            | 23,43            | 24,55            | 24,45            | 20,83            | 17,70            | 11,58            | 7,33             |                  |
| Середня температура, °C                       | 1,82             | 1,26             | 2,84             | 8,82             | 14,16            | 18,20            | 20,92            | 20,82            | 17,19            | 14,06            | 7,93             | 3,70             |                  |
| Середній мінімум, °C                          | −3,41            | −3,96            | −2,4             | 3,58             | 8,93             | 12,97            | 17,29            | 17,17            | 13,56            | 10,43            | 4,30             | 0,07             |                  |
| Норма опадів, мм                              | 42               | 43               | 65               | 50               | 42               | 19               | 16               | 16               | 30               | 61               | 56               | 55               |                  |
| Середньомісячна швидкість вітру, м/с          | 2.06             | 2.53             | 2.66             | 2.74             | 2.25             | 1.86             | 1.96             | 1.98             | 1.75             | 2.02             | 2.20             | 2.02             |                  |
| Середньомісячна сонячна радіація, кДж/м²·день | 7648             | 10032            | 12362            | 16339            | 19945            | 21827            | 22142            | 19433            | 16258            | 11802            | 9171             | 7273             |                  |
| --------------------------------------------- | ---------------- | ---------------- | ---------------- | ---------------- | ---------------- | ---------------- | ---------------- | ---------------- | ---------------- | ---------------- | ---------------- | ---------------- | ---------------- |
| Джерело:                                      |                  |                  |                  |                  |                  |                  |                  |                  |                  |                  |                  |                  |                  |